# Maria Ressa
Maria Ressa (Manila, 1963. október 2. –) Fülöp-szigeteki származású amerikai újságíró, akinek a sajtószabadság érdekében végzett tevékenységéért odaítélték a 2021-es Nobel-békedíjat.

## Pályafutása
Maria Ressa a Fülöp-szigeteken született és Manilában nőtt fel. Kilencéves korában szülei vele együtt Toms Riverbe (New Jersey, USA) költöztek, ahol Ressa 1982-ben végezte el a középiskolát.
Maria Ressa ezután biológiát és angol nyelvet tanult a Princetoni Egyetemen, ahol cum laude diplomát szerzett angol szakon. Ezután Fulbright-ösztöndíjjal visszatért Manilába, ahol Dilimani Egyetemen mesterdiplomát szerzett. Ekkor már az újságírás felé fordult.
Első állását 1987-ben kapta a CNN International hírcsatornánál. 1988-tól 1995-ig a CNN manilai irodáját vezette a Fülöp-szigeteken, 1995-től 2005-ig pedig a CNN jakartai irodáját Indonéziában. A CNN vezető ázsiai oknyomozó riportereként a terrorista hálózatok felderítésére szakosodott.

## Magyarul megjelent művei
- Így szállj szembe a diktátoroddal. Harcban a jövőnkért; ford. Barta Judit;!!444!!!–Open Books, Bp., 2022

## Fordítás
- Ez a szócikk részben vagy egészben  a   Maria Ressa című német Wikipédia-szócikk fordításán alapul.  Az eredeti cikk szerkesztőit annak laptörténete sorolja fel. Ez a jelzés csupán a megfogalmazás eredetét és a szerzői jogokat jelzi, nem szolgál a cikkben szereplő információk forrásmegjelöléseként.